# Salix scouleriana
Salix scouleriana es una especie de sauce perteneciente a la familia de las salicáceas. Es nativa del oeste de Norteamérica, desde el sur de Alaska y oeste de Territorios del Noroeste, a Manitoba, y las Black Hills de Dakota del Sur, al sur a través de las Montañas Rocosas hasta Coahuila, y a lo largo de British Columbia, Washington, Oregón, y Sierra Nevada en California.

## Descripción
Es un arbusto o pequeño árbol de hoja caduca, por lo general con múltiples tallos que alcanzan los 2-7 m de altura, en lugares secos, fríos, altos, y otros ambientes difíciles, y de 10 a 20 m en sitios favorables. Los tallos son rectos con pocas ramas que forman coronas estrechas. El sistema de la raíz es fibroso, profundo y generalizado. La albura es casi blanca, y el duramen se tiñe de color marrón claro con rojo. La corteza del tallo es delgado, de color gris o marrón oscuro, con bordes anchos y planos. Las ramas son fuertes y de color blanquecino-verde. La hojas son oblanceoladas a elípticas, de 5-12.5 cm de largo, sobre todo  agudas en el ápice y cónicas hacia la base, con todo a poco onduladas con dientes en los márgenes. Son de color verde oscuro y casi sin pelo por el haz y por el envés blanco o gris peludo.
Es dioica, con flores masculinas y femeninas en diferentes árboles. Las flores son pequeñas, agrupadas en amentos. Las anteras, dos por cada flor, de color amarillo, a veces con la punta roja; los pistilos son de color rojo. El fruto es una cápsula de color marrón rojizo, con alrededor de 0,75 cm de largo. En la madurez, se abren para liberar una pelusa blanca con semillas pequeñas, que están incorporadas. 

## Ecología
Es el sauce de montaña más común en la mayor parte de su gama. Invade rápidamente y en abundancia después de los incendios y la tala. Semilleros de suelos minerales son necesarios para el establecimiento de plántulas (Forest Poder Prácticas 1997). En las zonas del norte, se produce en musgos, matorrales de sauces, las áreas perturbadas, y los bosques. En latitudes más bajas, la especie crece en zonas taladas anteriormente, las áreas quemadas, bosques mermados, y las áreas de las perturbaciones naturales, como zonas de avalanchas  y en zonas de inundación de los ríos. Estos lugares son todos húmedos, bien drenados. A pesar de que este sauce tolera condiciones más secas que la mayoría de los otros sauces, no tolera condiciones xerófitas. Se trata de un componente en un gran número de tipos de vegetación en todo su rango. Con pocas excepciones, el sauce sólo se encuentra en crecimiento junto con otros árboles en los bosques de las tierras altas occidentales.

## Reproducción

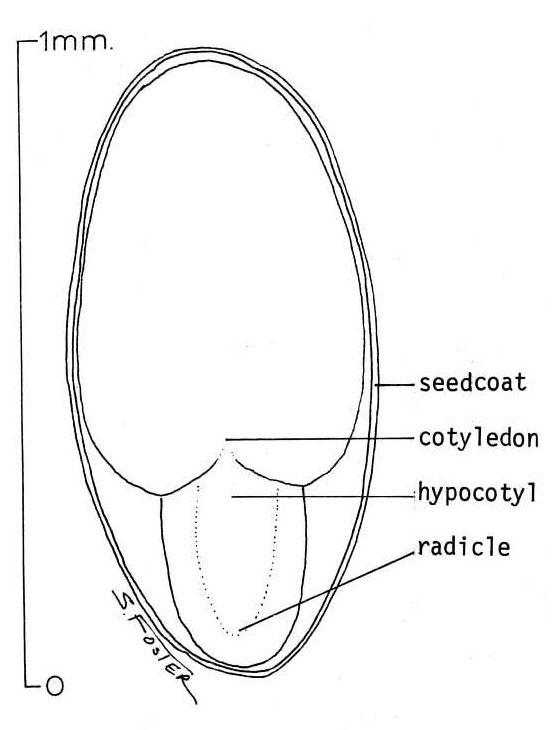
Semilla de Salix scouleriana

Florece de mediados a finales de la primavera, las flores aparecen antes que las hojas, a menudo mientras que la nieve está todavía en el suelo, y la fructificación se produce desde finales de primavera hasta mediados del verano, dependiendo de la zona. Las flores son polinizadas por los insectos. Hay alrededor de 14.300 semillas / g. La germinación comienza a ocurrir en 12 a 24 horas después de posarse las semillas en la tierra húmeda. La germinación generalmente llega al 95% en uno o dos días. Las semillas son dispersadas por el viento. 

## Usos
Salix scouleriana protege el suelo y ayuda a recuperar la cubierta forestal destruida. Cuando se producen a lo largo de los arroyos, ayudan a proteger los cauces de la erosión y da sombra al curso de agua, manteniendo así la temperatura más fría del agua. La cobertura que proporciona es importante para los mamíferos y las aves. Las flores ofrecen polen y néctar para las abejas de miel a principios de primavera.
Es una especie importante como fuente de alimentación para los animales domésticos y animales salvajes, ganado, ovejas y cabras  ya que todos lo utilizan como alimento.
La madera, que es suave y densa de grano, no es aserrada en tablones, sino que se utiliza de forma limitada para leña y talla de madera. El pueblo Secwepemc de la Columbia Británica usa la madera para ahumar el pescado, secado de la carne, y la construcción de presas de pesca, la corteza interna para el amarre, cuerdas y cintas para el pelo, y las decocciones de las ramitas para el tratamiento de granos, el mal olor corporal y la dermatitis producida por el pañal.

## Taxonomía
Salix scouleriana fue descrita por Joseph Barratt ex William Jackson Hooker y publicado en Flora Boreali-Americana 2(10): 145, en el año 1838.
Etimología
Salix: nombre genérico latino para el sauce, sus ramas y madera.
scouleriana: epíteto
Citología
La especie tiene 2n = 76 o 114 cromosomas.
Sinonimia
| - Salix brachystachys Benth. - Salix brachystachys var. crassijulis Andersson - Salix brachystachys var. scouleriana (Barratt ex Hook.) Andersson - Salix capreoides Andersson - Salix flavescens Nutt. - Salix flavescens var. capreoides (Andersson) Bebb - Salix flavescens var. scouleriana (Barratt ex Hook.) Bebb - Salix nuttallii Sarg. - Salix nuttallii var. brachystachys (Benth.) Sarg. - Salix nuttallii var. capreoides (Andersson) Sarg. | - Salix pattersonii M.C. Johnst. - Salix scouleriana var. brachystachys (Benth.) M.E. Jones - Salix scouleriana var. coetanea C.R. Ball - Salix scouleriana var. crassijulis (Andersson) C.K. Schneid. - Salix scouleriana var. flavescens J.K. Henry - Salix scouleriana f. poikila (C.K. Schneid.) C.K. Schneid. - Salix scouleriana var. poikila C.K. Schneid. - Salix scouleriana var. thompsonii C.R. Ball - Salix stagnalis Nutt. - Salix wendtii M.C. Johnst. |